# Cheryl Foster
Cheryl Foster (Gales, 4 de octubre de 1990) es una exfutbolista y árbitra de fútbol galesa, internacional desde 2016.

## Biografía
Foster representó a la Selección femenina de fútbol de Gales en varios torneos. En 2013, decidió poner fin a su carrera como jugadora y convertirse en árbitra.

## Participaciones
Ha arbitrado en los siguientes torneos:
- Cymru Premier
- Liga de Campeones Femenina de la UEFA
- Eurocopa Femenina 2022[4]
- Copa Mundial Femenina de Fútbol Sub-20 de 2022
- Copa Mundial Femenina de Fútbol de 2023